# Come Home (chanson de Placebo)
Pour les articles homonymes, voir Come Home.
Singles de Placebo
Bruise Pristine
(30 octobre 1995) 36 Degrees
(3 juillet 1996)
Pistes de Placebo
Teenage Angst
Come Home est une chanson du groupe de rock Placebo. C'est la première piste de l'album Placebo. Elle est sortie en single le 5 février 1996.
Come Home est une chanson qui parle de la rupture amoureuse, la première d'une série incommensurable pour Placebo. L'amant implore le retour de son amour qu'il ne parvient à oublier, sur une composition instrumentale basique et caustique.
La version single est différente de celle présente sur l'album, le morceau ayant été réenregistré pour l'album. Le single bénéficiera d'une vidéo promotionnelle.

## Liste des titres du single
CD
1. Come Home
2. Drowning By Numbers
3. Oxygen Thief

Vinyl
1. Come Home
2. Drowning By Numbers